# Adamiten

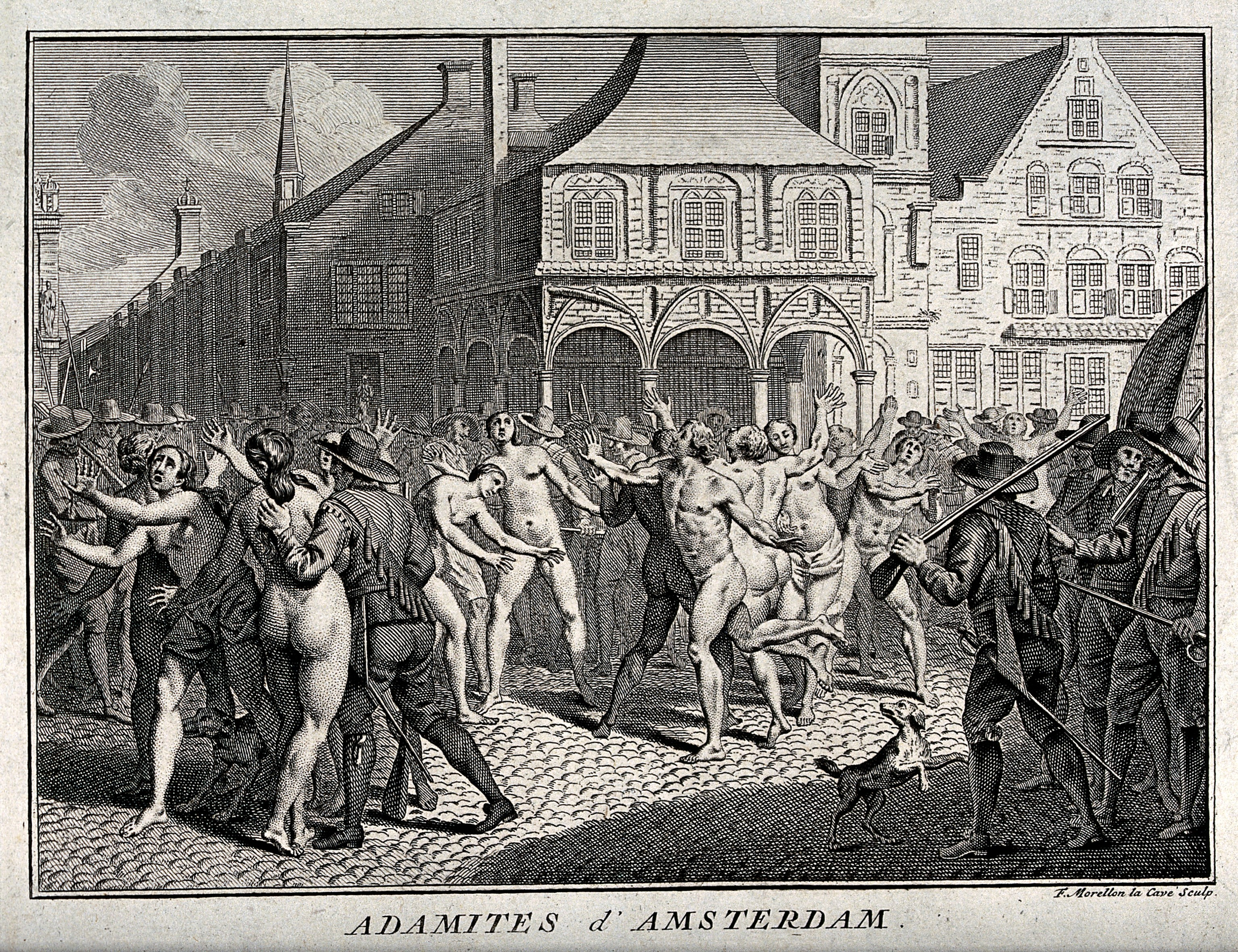
Die Verhaftung einer Gruppe von Amsterdamer Adamiten in einem Stich von F. Morellon la Cave (Mitte des 18. Jh.)

Adamiten, auch Adamianer, ist eine abwertende Bezeichnung für mehrere christlich-gnostische Gruppierungen, die den Zustand der Sündenlosigkeit vor dem Sündenfall wieder erreichen wollten.
Zum ersten Mal taucht diese Bezeichnung bei Epiphanius von Salamis (haer. 52) für eine Gruppe antinomistischer Gnostiker in Nordafrika aus dem 2. Jahrhundert n. Chr. auf; durch Augustinus blieb sie bekannt und diente ab dem Hochmittelalter zur Verunglimpfung verschiedener christlicher Sondergruppen, wie der Katharer, Waldenser und Täufer.
Dazu gehörten die Brüder und Schwestern des freien Geistes und namentlich eine Gruppe der Taboriten im 15. Jahrhundert, welche nach ihrem Gründer, dem Bauern Niklas, auch Nikolaiten genannt wurden. Diese lehnten das Christentum und alle äußeren religiösen Formen ab, hatten kein Privateigentum und vertraten Formen Freier Liebe. Viele waren angeblich im Alltagsleben unbekleidet. Auch die Hussiten bekämpften im Mittelalter diese von ihrem Glauben abweichende Gruppierung genauso hart und unbarmherzig, wie sie selbst von der Umwelt bekämpft wurden. Als Adamiten wurden auch die Pikarden unter ihrem Anführer Adam Rohan bezeichnet, diese wurden 1421 vom Hussitenführer Jan Žižka geschlagen und vernichtet.
Adamiten soll es auch unter den Dissenters in England gegeben haben.
Die Anhänger von Eva von Buttlar, die sich selbst „Mutter Eva“ nennen ließ, in Altona wurden auch Adamiten genannt. Angeblich seien sie bei ihren „Zusammenkünften nacket [sic] einhergegangen“.